# Radunice
Radunice är en ort i Bosnien och Hercegovina.   Den ligger i entiteten Federationen Bosnien och Hercegovina, i den centrala delen av landet, 70 km norr om huvudstaden Sarajevo. Radunice ligger 338 meter över havet och antalet invånare är 601.
Terrängen runt Radunice är lite kuperad, och sluttar västerut. Närmaste större samhälle är Zavidovići, 4,9 km söder om Radunice. 
I omgivningarna runt Radunice växer i huvudsak lövfällande lövskog. Runt Radunice är det ganska tätbefolkat, med 93 invånare per kvadratkilometer.